# جيريماين لنز
جيريماين مارسيانو لنز (بالهولندية: Jeremain Marciano Lens) (ولد في 24 نوفمبر 1987 في أمستردام) لاعب كرة قدم دولي هولندي يلعب حاليا لصالح نادي دينامو كييف في مركز الجناح والمهاجم منذ 2013.

## روابط خارجية
- جيريماين لنز على موقع الاتحاد الدولي (مؤرشف)  (الإنجليزية)
- جيريماين لنز على موقع الاتحاد الأوربي (الإنجليزية)
- جيريماين لنز على موقع اتحاد تركيا (لاعب) (الإنجليزية)
- جيريماين لنز على موقع اتحاد أوكرانيا (الإنجليزية)
- جيريماين لنز على موقع قاعدة بيانات كرة القدم.إي يو (الإنجليزية)
- جيريماين لنز على موقع ليكيب (الفرنسية)
- جيريماين لنز على موقع ناشيونال فوتبول تيمز (الإنجليزية)
- جيريماين لنز على موقع Soccerbase.com (لاعب) (الإنجليزية)
- جيريماين لنز على موقع Soccerway.com (الإنجليزية)
- جيريماين لنز على موقع عالم كرة القدم.نت (الإنجليزية)